# 懷茨克里克鎮區 (北卡羅萊納州布拉登縣)
懷茨克里克鎮區（英語：Whites Creek Township）是位於美國北卡羅萊納州布拉登縣的一個鎮區。

## 地方資料
懷茨克里克鎮區的面積為158.36平方千米，當中陸地面積為157.37平方千米，而水域面積為0.99平方千米。根據2020年美國人口普查的數據，當地共有人口1208人，而人口密度為每平方千米7.63人。